# Anguillara Veneta
Anguillara Veneta é uma comuna italiana da região do Vêneto, província de Pádua, com cerca de 4.739 habitantes. Estende-se por uma área de 21 km², tendo uma densidade populacional de 226 hab/km². Faz fronteira com Agna, Bagnoli di Sopra, Boara Pisani, Cavarzere (VE), Pozzonovo, Rovigo (RO), San Martino di Venezze (RO), Tribano.
É a cidade de origem ancestral da família do Ex-Presidente do Brasil Jair Bolsonaro, e grande parte de seus membros ainda habitam a região. Em 2021, Bolsonaro, a época ainda presidente do Brasil, recebeu cidadania honorável, uma decisão polêmica que fora alvo de protestos.

## Demografia
| Variação demográfica do município entre 1861 e 2011                               |
|                                                                                   |
| Fonte: Istituto Nazionale di Statistica (ISTAT) - Elaboração gráfica da Wikipedia |